# Tschechische Rugby-League-Nationalmannschaft
Die Tschechische Rugby-League-Nationalmannschaft vertritt Tschechien auf internationaler Ebene im Rugby-League-Sport. Sie trug ihr erstes Spiel im Jahr 2006 aus und hat sich noch nie für die Endrunde der Rugby-League-Weltmeisterschaft qualifiziert. Die Sportart wird durch den Tschechischen Rugby-League-Verband organisiert. Seit 2007 nimmt sie am RLEF European Shield teil. Dieser Wettbewerb ist von der Rugby-League European Federation organisiert.